# Allanthalia pallida
Allanthalia pallida är en tvåvingeart som först beskrevs av Zetterstedt 1838.  Allanthalia pallida ingår i släktet Allanthalia och familjen puckeldansflugor. Arten är reproducerande i Sverige. Inga underarter finns listade i Catalogue of Life.